# خوليو أغيليرا
خوليو أغيليرا (بالإسبانية: Julio Aguilera) هو نحات ورسام فنزويلي، ولد في 1961 في كاراكاس في فنزويلا.